# فرنسيس إيوستاس بيكر
فرنسيس إيوستاس بيكر هو سياسي بريطاني، ولد في 1933.